# Kishinouyeidae
Kishinouyeidae is een familie van neteldieren (Cnidaria) uit de klasse Staurozoa.

## Geslacht
- Calvadosia James-Clark, 1863